# Kristin Cavallari

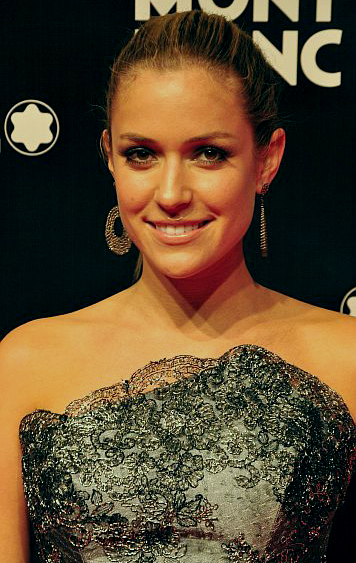
Kristin Cavallari 2010

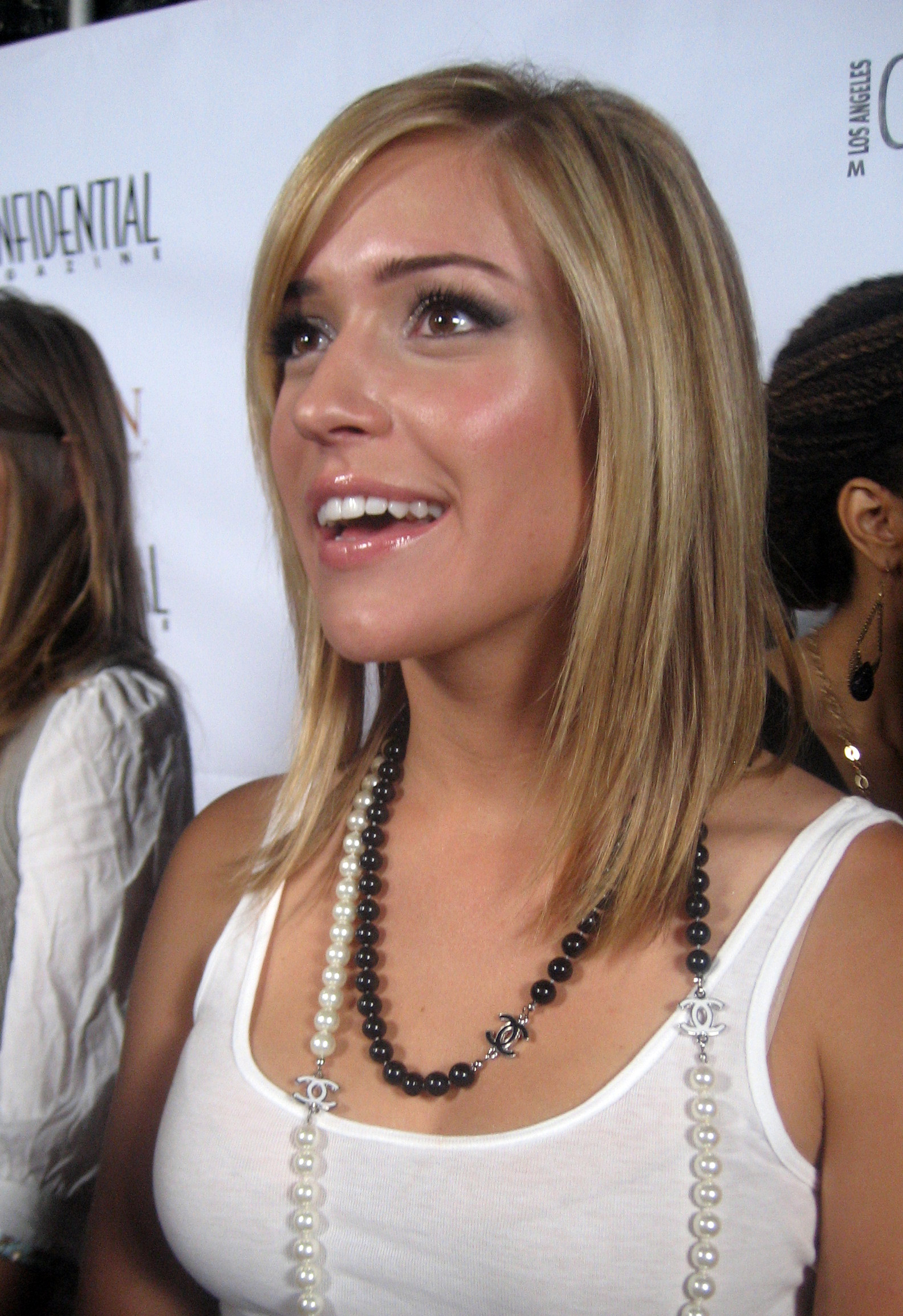
Kristin Cavallari 2008

Kristin Elizabeth Cutler (* 5. Januar 1987 in Denver, Colorado als Kirsten Elizabeth Cavallari) ist eine US-amerikanische Schauspielerin und Model. Sie wurde durch ihre Rolle in der Reality-Fernsehserie Laguna Beach bekannt.

## Leben
Cavallari wurde in Denver geboren und zog nach der Scheidung ihrer Eltern zusammen mit ihrer Mutter nach Barrington (Illinois). Später zog sie aufgrund von Differenzen mit ihrem Stiefvater und ihrem Stiefbruder zu ihrem Vater und ihrem älteren Bruder nach Kalifornien.
Ab der 10. Folge der fünften Staffel von The Hills ersetzt Cavallari die Hauptdarstellerin Lauren Conrad.
Von 2013 bis 2022 war Cavallari dem ehemaligen Footballspieler Jay Cutler verheiratet. Die beiden haben zusammen zwei Söhne und eine Tochter (* 2012, * 2014, *2015).

## Filmografie (Auswahl)
Kino
- 2006: Fingerprints
- 2008: Spring Breakdown
- 2008: Green Flash
- 2009: Party Animals 3 – Willkommen auf der Uni (Van Wilder: Freshman Year)
- 2009: Wilde Kirschen – The Power of the Pussy (Wild Cherry)

Fernsehen
- 2004–2006: Laguna Beach: The Real Orange County (Show)
- 2006: Get This Party Started (2 Folgen)
- 2006: Veronica Mars (Folge 2x14)
- 2007: Cane (Folge 1x04)
- 2008: CSI: NY (Folge 5x11)
- 2009–2010: The Hills (Show)
- 2011: Dancing with the Stars (Show)
- 2011: The Middle (Folge 2x15)
- 2012–2013: The League (2 Folgen)